# Berggölen (Tjällmo socken, Östergötland)
Berggölen är en sjö i Motala kommun i Östergötland och ingår i Motala ströms huvudavrinningsområde.